# Rafael Chirbes

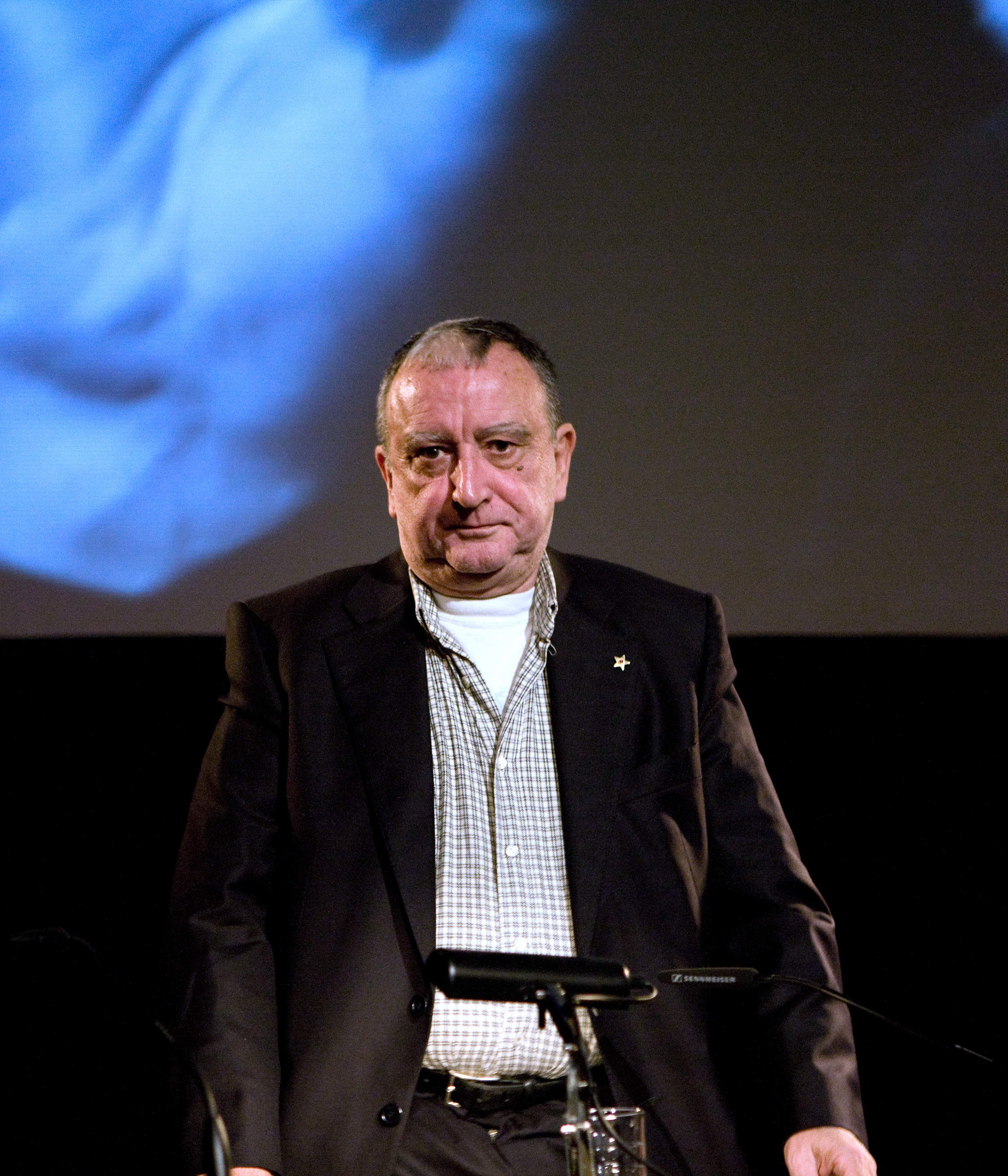
Rafael Chirbes (in der Kulturkirche Köln, 28. September 2008)

Rafael Chirbes [rafaˈel ˈtʃiɾβes] (* 27. Juni 1949 in Tavernes de la Valldigna, Valencianische Gemeinschaft; † 15. August 2015 ebenda) war ein spanischer Schriftsteller. Er lebte zuletzt in Beniarbeig/Alicante als freier Publizist.

## Themen
In seinen Romanen setzte sich Rafael Chirbes mit der Ära des Franquismus und der spanischen Gegenwart auseinander. Er beschrieb die Stagnation während der mehr als eine Generation dauernden Diktatur, die kleinbürgerliche, phantasielose Enge. In seinem Roman Der lange Marsch wird generationenübergreifend vom Schicksal von sieben Familien in der Zeitspanne von 1940 bis 1970 erzählt.
Erfolgreich war darüber hinaus sein Roman Der Fall von Madrid, der an einem einzigen Tag spielt, dem 19. November 1975, dem Tag vor dem Tod Francos. Geschildert wird dieser Tag des Umbruchs im Leben mehrerer Personen: einer Unternehmerfamilie, Professoren, Arbeiter, Studenten, Oppositionelle usw. Die Darstellung der Charaktere und ihrer Beweggründe soll dabei nicht nur den Vortag des Machtwechsels beschreiben, sie gibt auch einen Einblick in die spanische Gesellschaft der Gegenwart.
Auch in seinem Roman Der Schuss des Jägers thematisiert er die Franco-Gesellschaft, indem er den Lebenslauf eines Mitläufers schildert.
Alte Freunde, Chirbes’ Roman aus dem Jahr 2003, setzt sich mit dem Werdegang der Demokratie nach Francos Tod auseinander und zieht eine bittere Bilanz. Die im Titel genannten „Freunde“ sind ehemalige Kämpfer gegen Franco und Protagonisten des politischen Aufbruchs nach 1975, die zwischen Anpassung und Rebellion die Ideale der Vergangenheit verraten haben.
Sein Roman Krematorium aus dem Jahr 2007 schildert in langen inneren Monologen die Geschichte einer spanischen Familie vor dem Hintergrund des Immobilien- und Tourismusbooms an der spanischen Mittelmeerküste um die Jahrtausendwende. Für dieses Sittengemälde erhielt Chirbes mehrere Literaturpreise.
In dem Roman Am Ufer aus dem Jahr 2013 geißelt Chirbes angesichts der Immobilien-, Finanz- und Wirtschaftskrise Spaniens die widerlegten „Wohlstandsmärchen“. Er erreicht mit diesen Themen mehr Leser als je zuvor.
Immer wieder erinnerte Rafael Chirbes in seinem Werk an den Bürgerkrieg und an dessen „schreckliches Übermaß an materieller Gewalt und emotionaler Verwüstung“ (Claus-Ulrich Bielefeld).

## Tod
Chirbes, der noch im März 2015 den Deutschen Hispanistentag in Heidelberg besucht hatte, starb am 15. August 2015 im Alter von 66 Jahren in seinem Geburtsort Tavernes de la Valldigna bei Valencia an den Folgen eines langjährigen Bronchialkarzinoms.

## Zitat
„[…] Wir Romanschreiber von heute streunen gleichsam scheu und allein herum, erschnüffeln den verwirrenden Geruch der Zeit, jagen etwas nach, von dem wir nicht einmal wissen, was es sein könnte. Poesie wird nicht verkündet, sie wird versucht […]. Jeder kaut an seinem eigenen Roman, so wie jeder an seinem eigenen Tod kaut – die Tabletten und das Wasserglas auf dem Nachttisch. Unser Anspruch geht allenfalls so weit, Chronisten unseres eigenen Lebens zu sein, unseren Weg durch die Welt auf dem Block zu notieren, den uns – für eine wahrlich kurze Zeitspanne – der Tod zur Verfügung stellt. […]“

## Auszeichnungen und Ehrungen
- 1999: Preis der SWR-Bestenliste[9] für Die schöne Schrift und Der lange Marsch
- 2007: Premio Nacional de la Crítica für Crematorio
- 2007: Ein Buch für die Stadt der Stadt Köln für Die schöne Schrift

## Werke (Auswahl)
Romane
- Mimoun. Übersetzt von Elke Wehr. Wagenbach, Berlin 1990, ISBN 3-8031-0174-3 (Quarthefte; Bd. 174).
- En la lucha final. Novela. Editorial Anagrama, Barcelona 1991, ISBN 84-339-0918-5 (Narrativas hispánicas; Bd. 108).
- Die schöne Schrift. („La buena letra“, 1992, übersetzt von Dagmar Ploetz). Kunstmann, München 1999, ISBN 3-88897-211-6.[10]
- Der Schuß des Jägers. („Los disparos del cazador“, 1994, übersetzt von Elke Wehr). Kunstmann, München 1996, ISBN 3-88897-167-5.
- Der lange Marsch. („La larga marcha“, 1996). Kunstmann, München 1998, ISBN 3-88897-191-8.
- Der Fall von Madrid. („La caída de Madrid“, 2000). Kunstmann, München 2000, ISBN 3-88897-243-4.
- Alte Freunde. („Viejos amigos“, 2003). Kunstmann, München 2004, ISBN 3-88897-363-5.
- Krematorium. („Crematorio“, 2007, übersetzt von Dagmar Ploetz). Kunstmann, München 2008, ISBN 978-3-88897-521-9.
- Am Ufer. („En la orilla“, 2013, übersetzt von Dagmar Ploetz). Kunstmann, München 2014, ISBN 978-3-88897-887-6.
- Paris–Austerlitz. („París–Austerlitz“, 2016, übersetzt von Dagmar Ploetz). Kunstmann, München 2016, ISBN 978-3-95614-122-5 (postum).

Erzählungen und Essays
- Am Mittelmeer. („Mediterráneos“, 1997, übersetzt von Thomas Brovot). Kunstmann, München 2001, ISBN 3-88897-260-4.
- Der sesshafte Reisende. Städtebilder; literarischer Spaziergang durch 42 Städte. („El viajero sedentario. Ciudades“, 2005, übersetzt von Dagmar Ploetz und Willi Zurbrüggen). Kunstmann, München 2006, ISBN 3-88897-428-3.
- Por cuenta propia. Leer y escribir. Editorial Anagrama, Barcelona 2010, ISBN 978-84-339-6304-8.

Tagebücher
- Von Zeit zu Zeit. Tagebücher 1984–2005. Übersetzt von Dagmar Ploetz, Carsten Reling. Kunstmann, München 2022, ISBN 978-3-95614-512-4.